# B・A・R 01
B・A・R 01は、ブリティッシュ・アメリカン・レーシングが1999年のF1世界選手権に投入したフォーミュラ1カー。ティレルを買収してBARとして参戦する初年度に製作された。

## 概要
ドライバーのジャック・ヴィルヌーヴは1997年のチャンピオンであり、友人でマネージャーでもあるクレイグ・ポロックと共に活動するためウィリアムズから移籍した。セカンドドライバーは1997年の国際F3000チャンピオンで、1998年のFIA-GT選手権チャンピオンのリカルド・ゾンタであったが、インテルラゴスで足首を負傷した後はミカ・サロが代役を務めた。
ヴィルヌーヴとゾンタの能力と、レイナードの技術的経験にもかかわらず、この年は思うような成績を残すことができず、チームにとっては大きな失望に終わった。エイドリアン・レイナードは初戦でのポールポジションと勝利を目指したものの、両者ともリタイアに終わった。B・A・R 01は競争力を持ち、何度かポイント獲得の候補と考えられたが、信頼性が無く、ヴィルヌーヴは開幕から11戦連続でリタイアした。チームは結局1ポイントも獲得できず、コンストラクターズランキングは最下位であった。

## カラーリング
1999年のシーズンが始まる前に、BARはFIAとのトラブルに見舞われた。BARはショーカーと同じように、2台の車に異なるカラーリングを採用したいと考えていた。ジャック・ヴィルヌーヴの車はラッキーストライクカラー、リカルド・ゾンタの車は555カラーにすることであった。FIAの規則では車番、ドライバーの国籍、氏名などのわずかな違いを除いて、2台の車は同じカラーリングである必要があると規定されている。
修正デザインは、車の片側がラッキーストライクカラー、反対側が555カラーのデュアルカラーリングを使用して作成された。これらのカラーリングは両方ともチームの親会社であるブリティッシュ・アメリカン・タバコが所有するブランドであった。その後、車のカラーリングは中央に「ジッパー」が描かれ、それはノーズコーンの端で広がり、他のスポンサーがデュアルカラーデザインの影響を受けないようにされた。それらの広告は銀色の背景の上に描かれた。リアウィングも妥協して、小さなスペースに影響を与えるデュアルセクショニングを取りやめた。555カラー側は前向きで、ラッキーストライクカラー側は後ろ向きとなった。このデザインはFIAによって承認された。BARは主にラッキーストライクのブランドを使用しており、デュアルカラーリングは1999年シーズンにのみ使用された。すべてのメカニックのスーツもラッキーストライクと555のデュアルカラーリングとなった。ドライバーは異なり、ジャック・ヴィルヌーヴはラッキーストライクカラー、リカルド・ゾンタは555カラーのレーシングスーツを着用した。タバコブランドの表示が許可されていないレースでは、555は三日月形に置き換えられ、ノーズとウィングのラッキーストライクは「ランフリー」に置き換えられた。
BARはフランス、イギリス、ベルギーのグランプリを除いて「ラッキーストライク」と「555」のロゴを使用していた。

## F1における全成績
(key) （太字はポールポジション）
| 年     | チーム | エンジン           | タイヤ | ドライバー             | 1   | 2   | 3   | 4   | 5   | 6   | 7   | 8   | 9   | 10  | 11  | 12  | 13  | 14  | 15  | 16  | ポイント | 順位 |
| ------ | ------ | ------------------ | ------ | ---------------------- | --- | --- | --- | --- | --- | --- | --- | --- | --- | --- | --- | --- | --- | --- | --- | --- | -------- | ---- |
| 1999年 | BAR    | スーパーテック V10 | B      |                        | AUS | BRA | SMR | MON | ESP | CAN | FRA | GBR | AUT | GER | HUN | BEL | ITA | EUR | MAL | JPN | 0        | 11位 |
| 1999年 | BAR    | スーパーテック V10 | B      | ジャック・ヴィルヌーヴ | Ret | Ret | Ret | Ret | Ret | Ret | Ret | Ret | Ret | Ret | Ret | 15  | 8   | 10† | Ret | 9   | 0        | 11位 |
| 1999年 | BAR    | スーパーテック V10 | B      | リカルド・ゾンタ       | Ret | DNQ |     |     |     | Ret | 9   | Ret | 15† | Ret | 13  | Ret | Ret | 8   | Ret | 12  | 0        | 11位 |
| 1999年 | BAR    | スーパーテック V10 | B      | ミカ・サロ             |     |     | 7†  | Ret | 8   |     |     |     |     |     |     |     |     |     |     |     | 0        | 11位 |

## 参照
1. ↑  “Engine Supertec”. www.statsf1.com. 2020年11月26日閲覧。

- AUTOCOURSE 1999-2000, Henry, Alan (ed.), Hazleton Publishing Ltd. (1999) ISBN 1-874557-34-9